# Гусєв Сергій Кирилович
Сергій Кирилович Гусєв (нар. 29 грудня 1948) — радянський тенісист, тренер з тенісу. Майстер спорту СРСР.

## Біографія
Народився в 1948 році в Сочі. У дитинстві займався плаванням. У 12 років захопився тенісом. Тренувався під керівництвом Юрія Васильовича Юткіна. Уже в 15 років став вперше чемпіоном РРФСР в одиночному розряді серед юнаків до 18-ти років. У наступному році виконав норматив майстра спорту СРСР і увійшов в юнацьку національну збірну СРСР. Кілька разів ставав чемпіоном Спартакіади РРФСР, чотири рази був чемпіоном Росії серед дорослих в одиночному і парному розрядах, двічі був фіналістом першості СРСР серед юнаків.
З 1965 року працював в якості помічника головного тренера національної збірної команди Радянського Союзу і Кубка Девіса. З 1974 по 1976 рік був особистим тренером Наталії Чмирьової. З 1975 по 1977 рік тренував сестер Сальникових, Юлію та Аллу, які стали чемпіонками СРСР   .
З 1993 року є членом і кваліфікованим професійним тренером Міжнародної організації професійних тренерів, а також членом Міжнародного тенісного Залу Слави в Ньюпорті ( США ). Також є членом Американської асоціації тенісу .
Всього за роки кар'єри брав участь в спортивній підготовці понад тисячі різних спортсменів. Виступає в матчах серед ветеранів спорту .